# Fußballländerspiel Niederlande – Argentinien 2022
Die Schlacht von Lusail (arabisch معركة لوسيل spanisch Batalla de Lusail, niederländisch Slag van Lusail) ist der Spitzname des Viertelfinalspiels der Männer-Fußball-Weltmeisterschaft 2022 zwischen den Niederlanden und Argentinien im Lusail Stadion in Lusail, Katar, am 9. Dezember 2022.
Der spanische Schiedsrichter Antonio Mateu Lahoz stellte einen neuen Rekord von 18 gelben Karten und einer roten Karte in einem von der FIFA ausgetragenem internationalem Turnier auf.

## Hintergrund
Die Niederlande und Argentinien hatten sich vorher neunmal getroffen, weshalb sich eine Rivalität entwickelte. Die Niederländer gewannen dabei vier der neun Partien, Argentinien eine. Die anderen vier Spiele endeten unentschieden. Zwei Spiele gewann Argentinien dabei im Elfmeterschießen.
Das vorherige Match hatte eine ähnlich hohe Intensität, war jedoch nicht so angespannt. Lionel Messi für Argentinien und Daley Blind für die Niederlande waren neben dem niederländischen Nationaltrainer Louis van Gaal die einzigen Spieler, die an dem angesprochenen Spiel teilgenommen haben und ebenfalls in Lusail auf dem Platz standen.
Die Niederlande starteten mit einer Serie von 19 ungeschlagenen Spielen.
In Interviews vor dem Spiel machte die niederländische Seite Kommentare, welche, wie später veröffentlicht wurde, die Argentinier verärgert hatte. Van Gaal sagte beispielsweise zu der niederländischen Anstalt Nederlandse Omroep Stichting: „Messi ist in der Tat der gefährlichste Spieler, der die meisten Chancen kreiert und sie auch selbst nutzt. Aber auf der anderen Seite spielt er nicht viel mit den anderen, wenn er in Ballbesitz ist. Darin liegen auch unsere Chancen.“
Nach dem Weltmeisterschaftsspiel, welches in einem Elfmeterschießen endete, sagte van Gaal, dass er die Hoffnung habe, Argentinien vom Elfmeterpunkt aus bezwingen zu können.
Der argentinische Torhüter Emiliano Martinez äußerte später, dass er sich diesen Kommentar fotografiert habe und ihn sich immer wieder als Motivation vorführte.
Der niederländische Torhüter Andries Noppert sagte Reportern einige Tage vor dem Spiel, dass er sich sicher fühle, Messi vom Elfmeterpunkt zu schlagen. Van Gaal sagte auch, dass „wir mit Argentinien noch eine Rechnung offen haben für das, was vor zwei Weltmeisterschaften passiert ist“.

## Spielzusammenfassung

### Erste Halbzeit

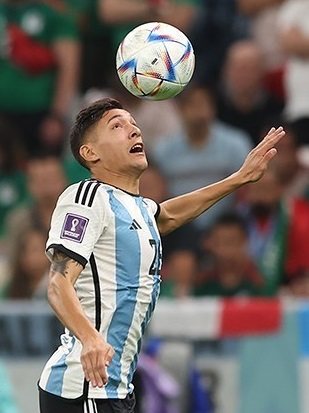
Der argentinische Rückraum Rechte Nahuel Molina schoss das erste Tor des Spiels.

Die erste Spielhälfte verlief relativ ausgeglichen, wobei beide Mannschaften in der ersten halben Stunde des Spiels keine einzige klare Chance hatten. Beide Mannschaften hatten Phasen, in denen sie das Spiel dominierten, wobei Argentinien mehrmals kurz davor war, eine Chance zu kreieren, aber von der disziplinierten niederländischen Verteidigung gestoppt wurde. Walter Samuel, der Assistenztrainer der Albiceleste, wurde nach etwa einer halben Stunde verwarnt. Argentiniens Stürmer und Kapitän Lionel Messi durchbrach die niederländische Abwehr mit einem präzisen Pass und bediente Nahuel Molina, der das erste Tor des Abends erzielte.
Die erste gelbe Karte erhielt der holländische Innenverteidiger Jurriën Timber, gefolgt von drei gelben Karten für seinen Mannschaftskameraden Weghorst, der zu diesem Zeitpunkt auf der Bank saß, sowie für die Argentinier Cristian Romero und Marcos Acuña, der seine zweite Verwarnung des Turniers erhielt und damit für das Halbfinale nicht mehr zur Verfügung stand. In der zweiten Halbzeit hatte Argentinien das Spiel im Griff, während die Niederländer keine einzige klare Torchance herausspielen konnten.

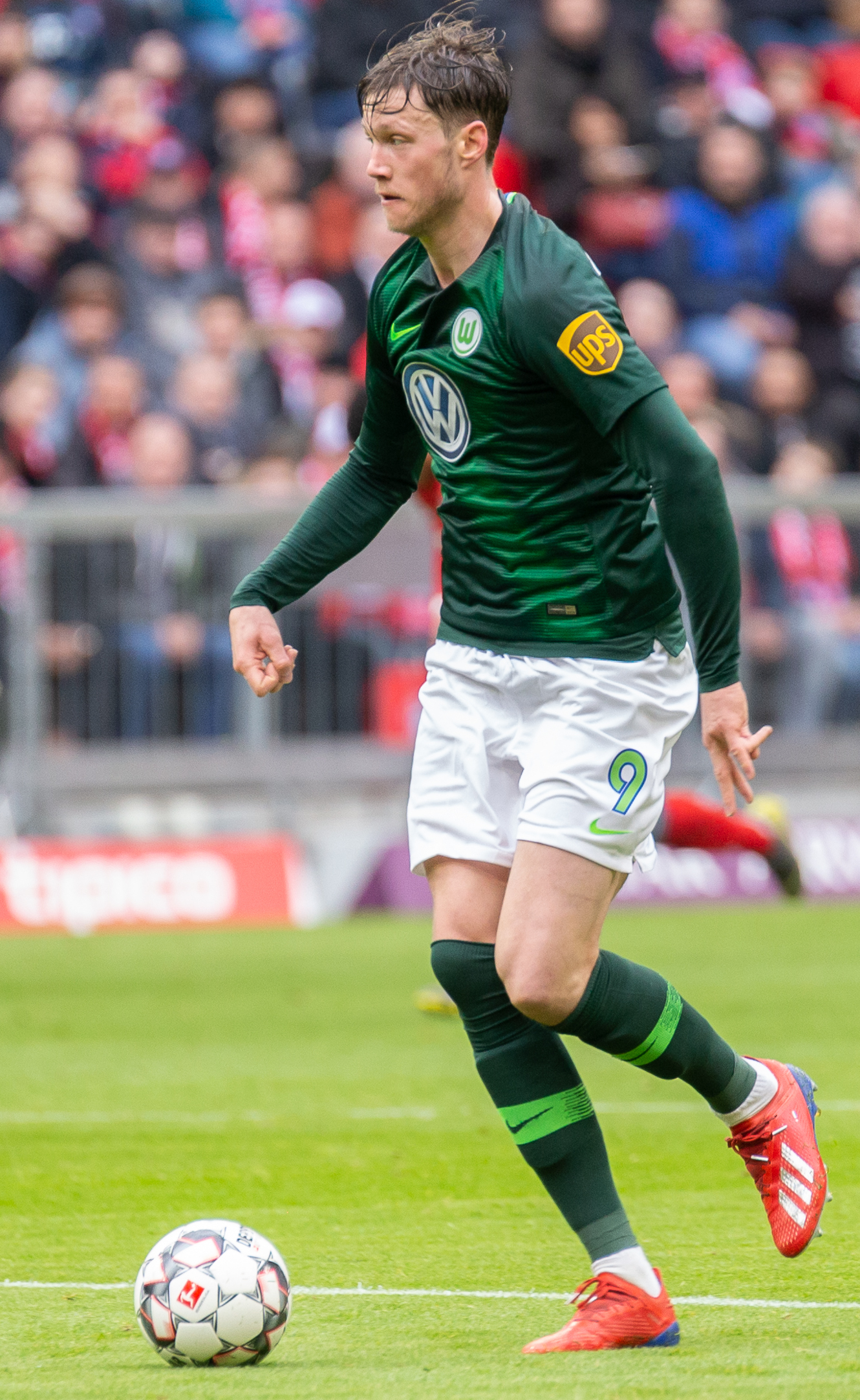
Der niederländische Stürmer Wout Weghorst traf zweimal, darunter den späten Ausgleichstreffer, welcher das Spiel in die Verlängerung schickte.

Die zweite Halbzeit war hochdramatisch, denn das Spiel wurde intensiver und die Niederländer drängten auf den Ausgleichstreffer. In der 70. Minute wurde Acuña an der Strafraumgrenze zu Fall gebracht, den fälligen Elfmeter verwandelte Messi. Obwohl Nahuel Molina vor der Ausführung des Elfmeters in den Strafraum eingedrungen war, wurde das Tor anerkannt, so dass die Argentinier 20 Minuten vor Ende der regulären Spielzeit mit zwei Toren in Führung lagen. Messi ließ sich anschließend vor den Augen des niederländischen Trainers Louis van Gaal und der niederländischen Bank feiern. Für Messi war es das zehnte Tor in einem WM-Spiel, womit er den Rekord von Gabriel Batistuta für die meisten WM-Tore eines argentinischen Spielers einstellte. Messi feierte das Tor, indem er sich vor der niederländischen Bank die Hände um die Ohren schlug, was als Stichelei gegen Van Gaal gewertet wurde. Die Geste erinnerte an den Torjubel des ehemaligen argentinischen Spielers Juan Roman Riquelme, dessen Beziehung zu Van Gaal in den frühen 2000er Jahren, als sie beide beim FC Barcelona spielten, in die Brüche ging. Kurz nach Messis Tor rannte in der 75. Minute ein Flitzer auf das Spielfeld, wurde aber schnell von den Sicherheitskräften aufgehalten.
Die Niederländer nahmen einige Auswechslungen vor und änderten ihren Spielstil, um ihre körperlichen Vorteile gegenüber den Argentiniern auszunutzen. Weghorst, der sich auf der Bank eine gelbe Karte abgeholt hatte, war einer dieser Auswechslungen. Während die Niederländer auf ein entscheidendes Tor drängten, erhitzten sich die Gemüter schnell, als Memphis Depay und Lisandro Martínez jeweils eine Gelbe Karte erhielten. Weghorst erzielte dann das 2:1, indem er nach einer Flanke von Steven Berghuis den Torwart mit einem Kopfball überwand. Die Niederländer drängten nun verstärkt auf den Ausgleichstreffer, und die Gemüter erhitzten sich durch mehrere Verwarnungen. Berghuis wurde mit einer gelben Karte bestraft, und die Wut zwischen den beiden Teams nahm zu.
In der 88. Minute foulte Leandro Paredes Nathan Aké und schoss den ruhenden Ball direkt auf die niederländische Bank, was zu einem heftigen Handgemenge führte, als die aufgebrachten niederländischen Spieler auf Paredes zustürmten, der vom niederländischen Kapitän Virgil van Dijk zu Boden geschubst wurde. Die argentinische Bank unterstützte ihren Spieler mit Schubsen und Stoßen, woraufhin Paredes die Gelbe Karte erhielt. Die Vorfälle führten zu derartigen Spannungen, dass sogar der argentinische Trainer Lionel Scaloni verwarnt wurde.
Nach Ablauf der regulären Spielzeit wurde eine 10-minütige Nachspielzeit angekündigt. In der 100. Minute bekamen die Niederlande einen Freistoß kurz vor dem Strafraum zugesprochen, der ihnen eine letzte Chance bot, das Spiel auszugleichen. Anstatt den Ball über die Mauer zu schießen, die die argentinischen Spieler aufgestellt hatten, spielte der niederländische Mittelfeldspieler Teun Koopmeiners einen feinen Pass auf Weghorst, der sich durch die Mauer schlich und mit einem schnellen Tor den Ausgleich erzielte und das Spiel in die Verlängerung schickte.

### Verlängerung
Nach dem Schock des Last-Minute-Ausgleichstreffers gingen die argentinischen Spieler sofort in die Offensive und versuchten, den Vorsprung wiederherzustellen. Dank der entschlossenen Verteidigung der Niederlande blieb das Spiel jedoch unentschieden. Argentinien drückte weiter, kreierte mehrere Chancen und war einem Torerfolg am nächsten, als ein Schuss von Enzo Fernández den Pfosten traf. Da es nach der Verlängerung unentschieden stand, musste das Spiel im Elfmeterschießen entschieden werden.

### Elfmeterschießen

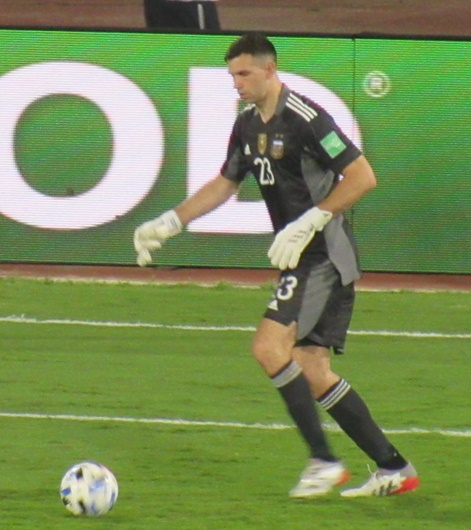
Emiliano Martinez machte zwei Paraden, um das Spiel für sich zu entscheiden.

Der niederländische Kapitän Van Dijk schoss den ersten Elfmeter. Sein Schuss nach links wurde vom argentinischen Torhüter Emiliano Martínez mit einer Glanzparade abgewehrt. Messi verwandelte dann den ersten Elfmeter des Elfmeterschießens für seine Mannschaft und seinen zweiten Elfmeter an diesem Abend. Er schickte den Torwart auf die falsche Fährte und verwandelte den Strafstoß souverän zur frühen 1:0-Führung für Argentinien. Martínez bediente sich dann mehrerer psychologischer Taktiken und spielerischer Mittel, um seine Gegner abzulenken und deren Strafstöße zu verzögern. Bevor Steven Berghuis an der Reihe war, tat Martínez so, als würde er ihm den Ball geben, bevor er ihn fallen ließ. Berghuis' Schuss wurde dann von Martínez abgewehrt. Paredes erzielte dann den Treffer zur 2:0-Führung für Argentinien nach jeweils zwei Spielzügen. Martínez schoss den Ball zur Seite, bevor Teun Koopmeiners zum Schuss kam. Koopmeiners verwandelte jedoch den ersten Elfmeter des Abends und verkürzte den Rückstand auf 2:1 für die Niederlande. Gonzalo Montiel stellte den Vorsprung wieder her, indem er Argentinien mit einem Elfmeter mit 3:1 in Führung brachte und das Spiel für die Niederländer entschied. Weghorst musste seinen Elfmeter verwandeln, und er verkürzte den Rückstand für die Niederländer auf 3:2.
Die Niederlande würden dann ihre eigene Einschüchterungstaktik gegen Argentinien anwenden. Niederländische Spieler begleiteten und beschimpften Fernández, um sein Selbstvertrauen zu erschüttern. Dazu gehörte auch Weghorst, der nach seinem Treffer direkt auf Fernández zuging und mit ihm ein Wortgefecht führte, als dieser sich dem Strafraum näherte. Fernández hatte dann die Chance, Argentinien ins Halbfinale zu bringen, doch sein Elfmeter ging weit links vorbei – der erste Fehlschuss Argentiniens im Elfmeterschießen und der Endstand von 3:2. Auch Luuk De Jong musste ein Tor schießen, und obwohl Martínez den Ball vor seiner Ausführung in den Mittelkreis schoss, traf er. Der Elfmeter von De Jong bedeutete den 3:3-Ausgleich für die Niederlande, was zu einem entscheidenden fünften Elfmeter für Argentinien führte. Als Lautaro Martínez den Mittelkreis verließ, wurde er von mehreren niederländischen Spielern begleitet und bedrängt, insbesondere von Verteidiger Denzel Dumfries, der wegen unsportlichen Verhaltens die gelbe Karte erhielt. Lautaro Martínez erzielte dann den Treffer zum 4:3 und bescherte Argentinien den zweiten Sieg in Folge im Elfmeterschießen gegen die Niederlande.

## Nachwirkung
Mit diesem Sieg hatte Argentinien die Niederlande bei ihren letzten beiden WM-Teilnahmen ausgeschaltet. Argentinien zog ins Halbfinale ein und traf dort auf Kroatien, das sich im Viertelfinale gegen Brasilien ebenfalls im Elfmeterschießen durchgesetzt hatte. Allerdings musste die Mannschaft auf die beiden Außenverteidiger Marcos Acuña und Gonzalo Montiel verzichten, die aufgrund der vielen gelben Karten, die sie im Laufe des Turniers gesammelt hatten, in der nächsten Runde aussetzen mussten.
Unmittelbar nach dem Siegtreffer von Lautaro Martínez wurden argentinische Spieler dabei beobachtet, wie sie sich gegenüber der niederländischen Mannschaft hämisch äußerten. Der argentinische Verteidiger Nicolás Otamendi erklärte, dies sei eine Vergeltung für die Einschüchterungsversuche der niederländischen Spieler während des Elfmeterschießens gewesen. Mehrere niederländische Spieler reagierten auf den argentinischen Jubel mit einer weiteren körperlichen Auseinandersetzung, bei der der Schiedsrichter Dumfries mit einer zweiten gelben Karte des Feldes verwies. Nach dem Schlusspfiff kam es zu einem heftigen Wortwechsel zwischen Messi und dem niederländischen Trainer Louis van Gaal. Als Emiliano Martínez das Spielfeld verließ, rief er Van Gaal und der niederländischen Bank Obszönitäten zu.
Der Telegraph schrieb, dass die Interviews nach dem Spiel den „aggressiven“ Charakter des Spiels fortsetzten, wobei Messi das holländische Lager beim Reden anschnauzte. Bei einem Vorfall sagte Messi: „¿Qué mirás, bobo? ¿Qué mirás, bobo? Andá pa' allá, bobo“ („Was guckst du so, du Idiot? Was guckst du so? Geh weg, du Trottel“), in Richtung Weghorst. Der Moment sorgte in den sozialen Medien für Aufregung und rief zahlreiche Internet-Memes hervor. Berichten zufolge wollte Weghorst Messi nur die Hand schütteln, was einige Medien veranlasste, Messis Kommentare ihm gegenüber als verbal beleidigend oder „unfair“ zu betrachten.
Messi sagte nach dem Spiel zu Reportern, dass er sich von van Gaals Kommentaren vor dem Spiel nicht respektiert fühlte und erklärte, dass „einige niederländische Spieler während des Spiels zu viel gesprochen haben“. Außerdem kritisierte er die Taktik der Niederländer in der zweiten Halbzeit: „Van Gaal sagt, dass sie guten Fußball spielen, aber was er gemacht hat, war, auf große Leute zu setzen und lange Bälle zu schlagen.“ Emiliano Martínez sagte außerdem: „Ich habe Van Gaal sagen hören, dass wir im Elfmeterschießen im Vorteil sind, und wenn sie ins Elfmeterschießen gehen, gewinnen sie.“
Trotz seiner Äußerungen äußerte Messi später sein Bedauern über sein Verhalten während und nach dem Spiel. Er bezeichnete sie als Ergebnis mehrerer Momente der Spannung zwischen beiden Seiten. Van Gaal, der nach dem Ausscheiden aus dem Turnier aus der niederländischen Nationalmannschaft zurücktrat, entfachte den Krieg der Worte einige Monate später erneut, indem er seine Überzeugung zum Ausdruck brachte, dass der Sieg Argentiniens bei diesem Turnier vorherbestimmt war. Der niederländische Kapitän Virgil van Dijk distanzierte sich jedoch von Van Gaals Äußerungen und erklärte, weder er noch die anderen niederländischen Spieler stünden in dieser Hinsicht hinter ihrem ehemaligen Trainer.

## Details
9. Dezember 2022, 22:00
| Niederlande                                                                                     | 2:2 (n. V.) | Argentinien                                            |
| ----------------------------------------------------------------------------------------------- | ----------- | ------------------------------------------------------ |
| - Weghorst 83', 90+11'                                                                          | Report      | - Molina 35' - Messi 73' (elf.)                        |
| Elfmeterschießen                                                                                |             |                                                        |
| - Van Dijk - Berghuis - Koopmeiners - Weghorst - L. de Jong                                     | 3:4         | - Messi - Paredes - Montiel - Fernández - La. Martínez |
| Stadion Lusail Stadium, Lusail Auslastung: 88,235 Schiedsrichter: Antonio Mateu Lahoz (Spanien) |             |                                                        |

| GK             | 23 | Andries Noppert     |        |      |
| CB             | 2  | Jurriën Timber      | 43′    |      |
| CB             | 4  | Virgil van Dijk (c) |        |      |
| CB             | 5  | Nathan Aké          |        |      |
| RM             | 22 | Denzel Dumfries     | 2′     |      |
| CM             | 15 | Marten de Roon      |        | 46.  |
| CM             | 21 | Frenkie de Jong     |        |      |
| LM             | 17 | Daley Blind         |        | 64.  |
| AM             | 8  | Cody Gakpo          |        | 113. |
| CF             | 10 | Memphis Depay       | 76′    | 78.  |
| CF             | 7  | Steven Bergwijn     | 91′    | 46.  |
| Bank:          |    |                     |        |      |
| MF             | 11 | Steven Berghuis     | 88′    | 46.  |
| MF             | 20 | Teun Koopmeiners    |        | 46.  |
| FW             | 9  | Luuk de Jong        |        | 64.  |
| FW             | 19 | Wout Weghorst       | 45+2′  | 78.  |
| FW             | 12 | Noa Lang            | 120+9′ | 113. |
| Trainer:       |    |                     |        |      |
| Louis van Gaal |    |                     |        |      |

| GK             | 23             | Emiliano Martínez   |        |      |
| CB             | 13             | Cristian Romero     | 45′    | 78.  |
| CB             | 19             | Nicolás Otamendi    | 90+12′ |      |
| CB             | 25             | Lisandro Martínez   | 76′    | 112. |
| RWB            | 26             | Nahuel Molina       |        | 106. |
| LWB            | 8              | Marcos Acuña        | 43′    | 78.  |
| CM             | 7              | Rodrigo De Paul     |        | 67.  |
| CM             | 24             | Enzo Fernández      |        |      |
| CM             | 20             | Alexis Mac Allister |        |      |
| CF             | 9              | Julián Álvarez      |        | 82.  |
| CF             | 10             | Lionel Messi (c)    | 90+10′ |      |
| Bank:          |                |                     |        |      |
| MF             | 5              | Leandro Paredes     | 89′    | 67.  |
| DF             | 3              | Nicolás Tagliafico  |        | 78.  |
| DF             | 6              | Germán Pezzella     | 112′   | 78.  |
| FW             | 22             | Lautaro Martínez    |        | 82.  |
| DF             | 4              | Gonzalo Montiel     | 109′   | 106. |
| FW             | 11             | Ángel Di María      |        | 112. |
| Trainer:       |                |                     |        |      |
| Lionel Scaloni | Lionel Scaloni | Lionel Scaloni      | 90′    |      |
| Co-Trainer:    |                |                     |        |      |
| Walter Samuel  | Walter Samuel  | Walter Samuel       | 31′    |      |

Man of the Match:
Lionel Messi (Argentinien)
Linienrichter:
Pau Cebrián Devís (Spanien)
Roberto Díaz Pérez del Palomar (Spain)
Vierter Offizieller:
Victor Gomes (Südafrika)
Reserve Linienrichter:
Kyle Atkins (USA)
VAR:
Alejandro Hernández Hernández (Spain)
Assistierender VAR:
Drew Fischer (Kanada)
Alessandro Giallatini (Italien)
Julio Bascuñán (Chile)
Stand-by VAR:
Fernando Guerrero (Mexiko)
Stand-by assistierender VAR:
Corey Parker (USA)

### Statistiken
| Statistik           | Niederlande | Argentinien |
| ------------------- | ----------- | ----------- |
| Tore                | 2           | 2           |
| Schüsse             | 5           | 15          |
| Schüsse auf das Tor | 2           | 6           |
| Ballbesitz          | 50 %        | 50 %        |
| Eckstöße            | 2           | 8           |
| begangene Fouls     | 30          | 18          |
| Abseits             | 1           | 2           |
| gelbe Karten        | 8           | 8           |
| rote Karten         | 1           | 0           |

## Rezeption

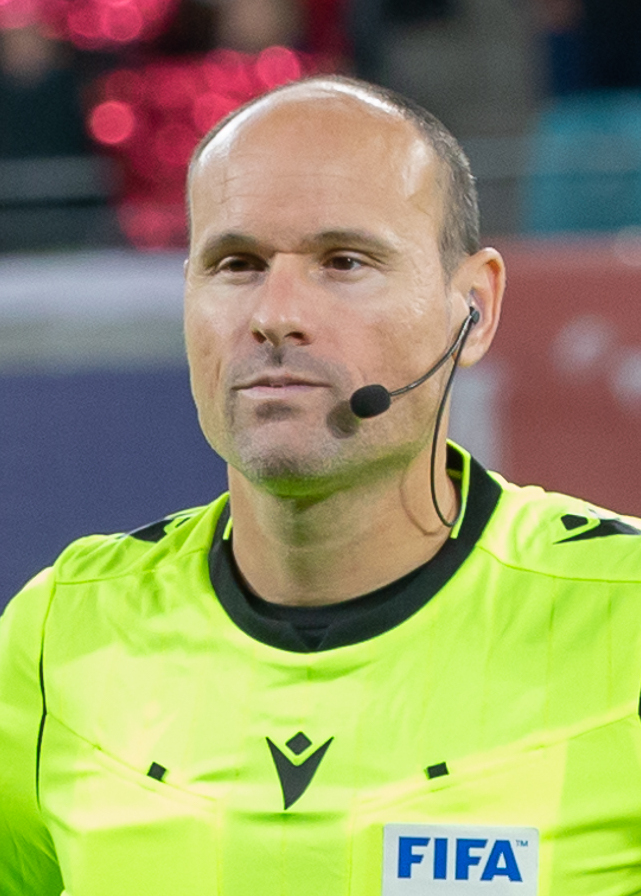
Schiedsrichter Antonio Mateu Lahoz bekam heftige Kritik für seine Leistung.

Das Spiel wurde von vielen Fußballjournalisten als dramatisch und heiß umkämpft bezeichnet, einige bezeichneten es als „sofortigen Klassiker“. Mehrere Fans und Berichte über das Spiel bezeichneten es als „Schlacht von Lusail“. Jason Burt vom Telegraph schrieb über das Spiel: „Es war feurig, geradezu schmutzig und mit einer großen Portion Spielwitz“. Tom Morgan von The Telegraph schrieb ebenfalls über den hitzigen Charakter des Spiels: „In einer feurigen Nacht voller Wutanfälle warf Argentinien immer wieder sein Spielzeug aus dem Kinderwagen, selbst als Lautaro Martínez mit seinem Siegtreffer zum 4:3 im Elfmeterschießen den Sieg sicherstellte.“
Die Leistung des Schiedsrichters Antonio Mateu Lahoz wurde heftig kritisiert, da er neben der roten Karte während des Spiels achtzehn gelbe Karten verteilte, was einen Rekord für Weltmeisterschaftsspiele darstellt. Mateu Lahoz übersah auch ein mögliches Handspiel von Messi, und die Länge der Nachspielzeit wurde von einigen Medien als übertrieben bezeichnet. Fans, Experten und Medien hielten eine gelbe Karte für einige Vorfälle für zu milde. Kritisiert wurde auch seine Entscheidung, die Spieler während des Elfmeterschießens zu verwarnen, nachdem das offene Spiel beendet war. Emma Smith von BBC Sport schrieb in ihrem Spielbericht, dass er "der Sache nicht gerade dienlich war, um es freundlich auszudrücken. Um es unfreundlich auszudrücken, er hatte einen absoluten Schock – indem er seine gelbe Karte ohne Zögern zeigte, erhöhte er die Spannungen beträchtlich, und als er Dumfries schließlich Rot zeigte, hatte er schon längst die Kontrolle verloren.
Smith bemerkte auch die unbeeindruckten Reaktionen verschiedener Spieler auf den Schiedsrichter. Messi sagte, dass „die FIFA keinen Schiedsrichter einsetzen kann, der der Aufgabe nicht gewachsen ist“, während Emiliano Martínez Mateu Lahoz als "nutzlos" bezeichnete und sagte: „Ich dachte, wir hätten das Spiel wirklich gut kontrolliert, wir gingen 2:0 in Führung und der Schiedsrichter gab alles für sie. Sie bekamen einen guten Kopfball, und dann wurde das Spiel auf den Kopf gestellt, der Schiedsrichter gab 10 Minuten ohne Grund. Er wollte nur, dass sie ein Tor schießen, das war’s im Grunde.“ CBS Sports berichtete, dass Mateu Lahoz nach dem Spiel nach Hause geschickt wurde.
Das Spiel wurde außerdem durch den Tod des amerikanischen Sportjournalisten Grant Wahl überschattet, der gegen Ende des Spiels auf der Pressetribüne zusammenbrach.